# (2702) Batrakov
(2702) Batrakov (1978 SZ2; 1971 QU2; 1972 TU3; 1976 JQ1; 1981 AO1) ist ein ungefähr 25 Kilometer großer Asteroid des äußeren Hauptgürtels, der am 26. September 1978 von der ukrainischen (damals: Sowjetunion) Astronomin Ljudmyla Schurawlowa am Krim-Observatorium (Zweigstelle Nautschnyj) auf der Halbinsel Krim (IAU-Code 095) entdeckt wurde.

## Benennung
(2702) Batrakov wurde nach dem sowjetisch-russischen Astronomen Juri Wassiljewitsch Batrakow (1926–2013) benannt, der stellvertretender Direktor des Instituts für theoretische Astronomie in Sankt Petersburg war. Er war Chefredakteur des Ehfemeridy Malykh Planet, nach dem der Asteroid (5001) EMP benannt ist. Nach seinem Eintritt in das Institut für theoretische Astronomie forschte er in der Himmelsmechanik und an den Ringen des Saturn. Ab 1958 beschäftigte er sich mit den Umlaufbahnen künstlicher Satelliten und arbeitete mit Vitalij Fjodorowitsch Proskurin, nach dem der Asteroid (2372) Proskurin benannt ist, zusammen. Von 1985 bis 1988 war er Vizepräsident der 20. Kommission der Internationalen Astronomischen Union (Positionen und Bewegungen kleiner
Planeten, Kometen und Satelliten).